# Objectif Terrienne
Pour plus de détails, voir Fiche technique et Distribution.
Objectif Terrienne (Earth Girls Are Easy) est un film américano-britannique de Julien Temple réalisé en 1988.

## Synopsis
Trois extraterrestres à fourrure, Mac (Jeff Goldblum), Zeebo (Damon Wayans) et Wiploc (Jim Carrey), séduits par l'apparence physique des Terriennes, et plus particulièrement des Californiennes, décident de se rendre sur la planète bleue. Arrivés à destination, ils manquent leur atterrissage, et leur vaisseau spatial s'écrase dans la piscine de Valérie Gail (Geena Davis). Celle-ci accepte de les aider à s'intégrer à l'environnement local en attendant qu'ils puissent réparer leur vaisseau.

## Fiche technique
- Titre original : Earth Girls Are Easy
- Titre français : Objectif Terrienne
- Titre en vidéo : Cosmos Face
- Réalisation : Julien Temple
- Scénario : Julie Brown, Charlie Coffey (en) et Terrence E. McNally (en)
- Montage : Richard Halsey
- Musique : Nile Rodgers
- Photographie : Oliver Stapleton
- Casting : Wallis Nicita
- Direction artistique : Dins W.W. Danielsen
- Création des décors : Dennis Gassner
- Décorateur : Nancy Haigh
- Costume : Linda M. Bass
- Production :
  - Producteur : Tony Garnett (en)
  - Producteur exécutif : Duncan Henderson
  - Producteur associé : Terrence E. McNally (en)
- Sociétés de production : De Laurentiis Entertainment Group, Earth Girls et Kestrel Films
- Sociétés de distribution : Vestron Pictures (en) (États-Unis), 20th Century Fox (Royaume-Uni)
- Genre : Comédie, Musical, Science-fiction
- Pays :  États-Unis,  Royaume-Uni
- Langue : anglais
- Durée : 100 minutes
- Sortie :
  - Canada : 9 septembre 1988 (Festival international du film de Toronto)
  - États-Unis : 12 mai 1989
  - Royaume-Uni : 22 décembre 1989
  - France : 14 septembre 2003 (DVD)

## Distribution
- Geena Davis : Valerie Gail
- Jeff Goldblum (VF : Richard Darbois) : Mac, le chef alien
- Jim Carrey : Wiploc, un alien
- Damon Wayans : Zeebo, un alien
- Julie Brown : Candy Pink, amie de Valerie
- Michael McKean : Woody, garçon à la piscine
- Charles Rocket : Dr Ted Gallagher
- Larry Linville : Dr Bob
- Rick Overton : Dr Rick
- Diane Stilwell : Robin
- Juney Ellis : Mme Merkin
- Felix Montano : Ramon
- Rick Hurst (en) : Joe, le policier
- Leslie Morris : Mike, le policier
- Lisa Fuller (en) : Kikki
- Stacey Travis : Tammy
- Nicole Kramer : Missy
- Wayne 'Crescendo' Ward : Demone
- Tita Omeze : Tanya
- T.C. Diamond : Deca Dance Dancer
- Victor Garron : Deca Dance Valet
- Steve Lundquist : Body Factory Attendant
- Angelyne : elle-même
- Joher Coleman : Mini Mart Cashier
- Jake Jundef : Bryan
- Susan Krebs : mère de Bryan
- Lucy Lee Flippin : réceptionniste
- Gail Neely : infirmière en chef
- Rob Large : garçon plâtré
- Terrence E. McNally : docteur dans le soap opera
- April Giuffria : infirmière dans le soap opera
- Cristy Dawson : femme dans le soap opera
- Carol Infield Sender : Amy
- Helen Infield Siff : Mamie
- Nedra Volz : Lana
- Yetta : Mme Gurtzweiller
- Crystal Lujan : fille
- Ismael Araujo Jr. : Gardener
- Kimberly Bond : Curl Up and Dye Dancer
- Lisa Boyle : Curl Up and Dye Dancer
- Myria Moore : Curl Up and Dye Dancer
- Karen Owens : Curl Up and Dye Dancer
- Sharon Owens : Curl Up and Dye Dancer
- Larri Thomas (en) : Curl Up and Dye Dancer
- Behrooz Afrakhan : barman (non-crédité)
- Wayne Brady : Extra (non-crédité)
- Robia LaMorte : 'I'm a Blonde' Dancer (non-créditée)
- Durga McBroom : Club Dancer, Scrub Nurse (non-créditée)
- Diz McNally : propriétaire de l'institut de beauté (non-créditée)
- Myreah Moore : danseuse (non-créditée)
- Andrea Parker : danseuse (non-créditée)
- Robby le robot : Robot (non-crédité)
- Donna Spangler : (non-créditée)

## Autour du film
- Le film est sorti en DVD en France sous le titre alternatif Cosmos Face. La jaquette met en avant Jim Carrey et laisse croire qu'il détient le premier rôle dans le film, ce qui est totalement faux.